# Diocesi di Barica
La diocesi di Barica (in latino Dioecesis Baricensis) è una sede soppressa e sede titolare della Chiesa cattolica.

## Storia
Barica, identificabile con la città omonima nell'odierna Algeria, è un'antica sede episcopale della provincia romana di Numidia.
Di questa diocesi è noto un solo vescovo, Pietro, menzionato come episcopus Baricis in una lettera di dicembre 592 di papa Gregorio Magno. Morcelli attribuisce questo vescovo alla sede di Babra.
Dal 1933 Barica è annoverata tra le sedi vescovili titolari della Chiesa cattolica; dal 9 maggio 2015 il vescovo titolare è Michal Janocha, vescovo ausiliare di Varsavia.

## Cronotassi

### Vescovi
- Pietro † (menzionato nel 592)

### Vescovi titolari
- Angelo Negri, F.S.C.I. † (10 dicembre 1934 - 13 novembre 1949 deceduto)
- Karl Walter Vervoort, O.M.I. † (15 luglio 1950 - 12 luglio 1979 deceduto)
- Walter Theodor Jansen † (19 maggio 1983 - 19 gennaio 2004 deceduto)
- Stanislav Stolárik (26 febbraio 2004 - 21 marzo 2015 nominato vescovo di Rožňava)
- Michal Janocha, dal 9 maggio 2015